# Alseis
Alseis Schott  é um género botânico pertencente à família Rubiaceae. 

## Espécies
- Alseis blackiana
- Alseis darienensis
- Alseis eggersii
- Alseis floribunda
- Alseis gardneri
- Lista completa